# Rhabdomys pumilio
Rhabdomys pumilio é uma espécie de roedor da família Muridae.
Pode ser encontrada nos seguintes países: Angola, Botswana, República Democrática do Congo, Quénia, Lesoto, Malawi, Moçambique, Namíbia, África do Sul, Essuatíni, Tanzânia, Uganda, Zâmbia e Zimbabwe.
Os seus habitats naturais são: savanas áridas, savanas húmidas, matagal árido tropical ou subtropical, matagal húmido tropical ou subtropical, matagais mediterrânicos, desertos quentes, terras aráveis, jardins rurais e áreas urbanas.